# Vilhelm Moberg

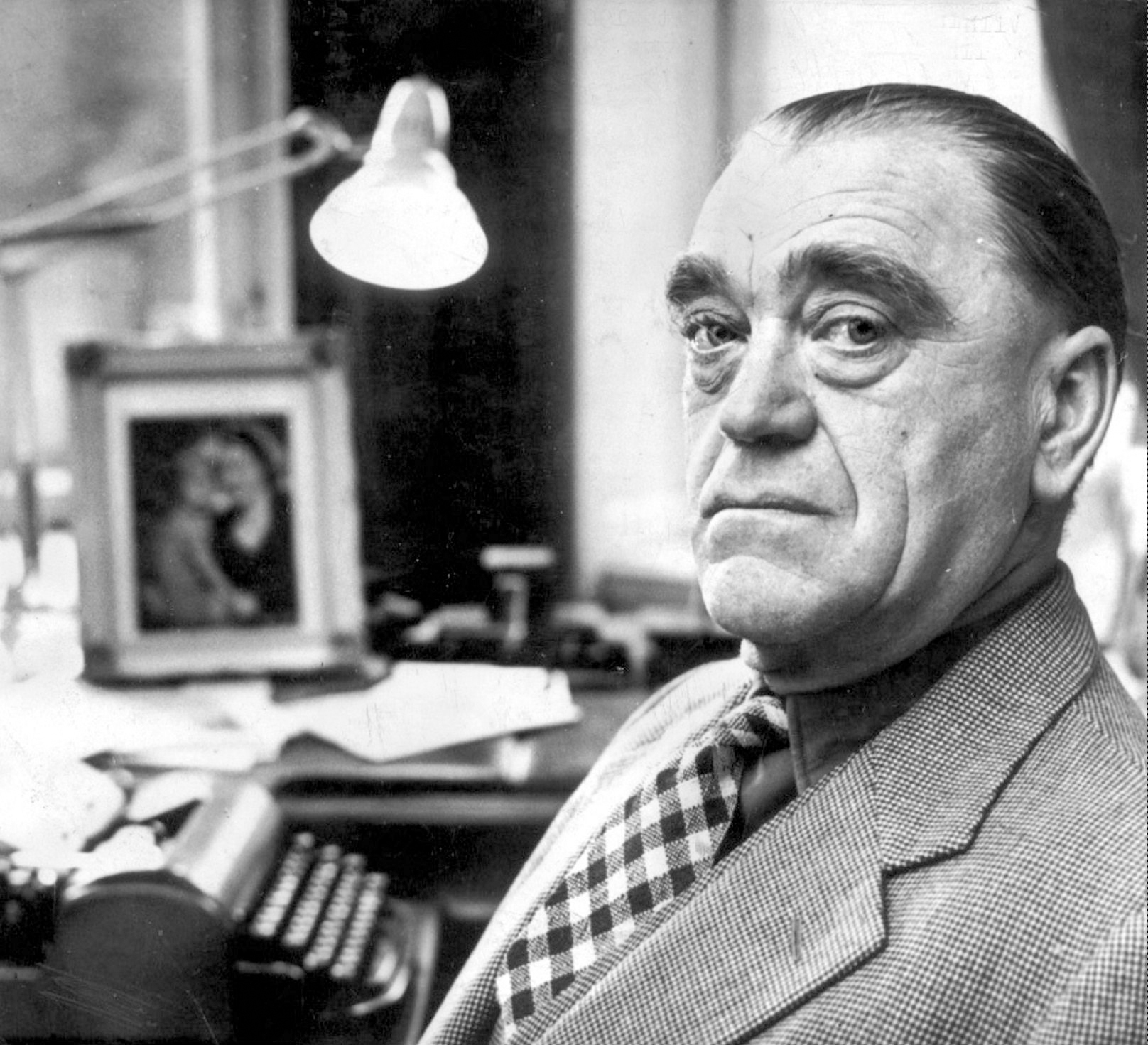
Vilhelm Moberg, 1967.

Karl Artur Vilhelm Moberg (Moshultamåla, Småland, 20 augustus 1898 – Grisslehamn, 8 augustus 1973) was een Zweeds schrijver.

## Leven en werk
Moberg werd geboren als boerenzoon, leek ook zelf bestemd voor het boerenleven, maar las veel en werkte zich via diverse studies verder op. Nadat hij in 1918 een jaar lang ziek was (Spaanse griep) werd hij journalist en begon hij te schrijven. Aanvankelijk schreef hij enkele luchtige toneelstukken en volkse verhalen onder het pseudoniem Ville i Momåla. Met zijn boerenroman Raskens (1927) begint zijn eigenlijke literaire werk.
Mobergs magnum opus is de zogenaamde Emigranten-reeks, bestaande uit de boeken De emigranten (1949), Pioniers in de nieuwe wereld (1952), Kolonisten in Minnesota (1956) en De laatste brief naar Zweden (1959). Deze groots opgezette tetralogie vertoont alle opvallende eigenschappen van het werk van Moberg: volksheid, genegenheid voor de arme boeren uit zijn geboortestreek, vrijheidsgeest, documentaire speurzin (veel van Mobergs materiaal berust op onderzoek in archieven), een sterk realisme en een epische verteltrant. De romans van Moberg blinken niet uit in de karaktertekening. Hij staat vooral bekend als groot verteller. 
Moberg mengde zich in de jaren vijftig regelmatig in actuele kwesties, schreef en sprak zich uit over een aantal betwiste rechterlijke uitspraken en nam stelling tegen de academische geschiedschrijving. Om psychologische redenen keerde hij zich actief tegen abortus. Ook toonde hij zich een uitgesproken republikein.
Moberg pleegde in 1973 zelfmoord. Hij werd begraven op de Norra begravningsplatsen in Solna.

## Trivia
- In 1995 maakten Benny Andersson en Björn Ulvaeus, de twee mannelijke leden van ABBA, een musical naar Mobergs Emigranten-reeks, onder de titel Kristina från Duvemåla ("Kristina uit Duvemåla").

## Bibliografie

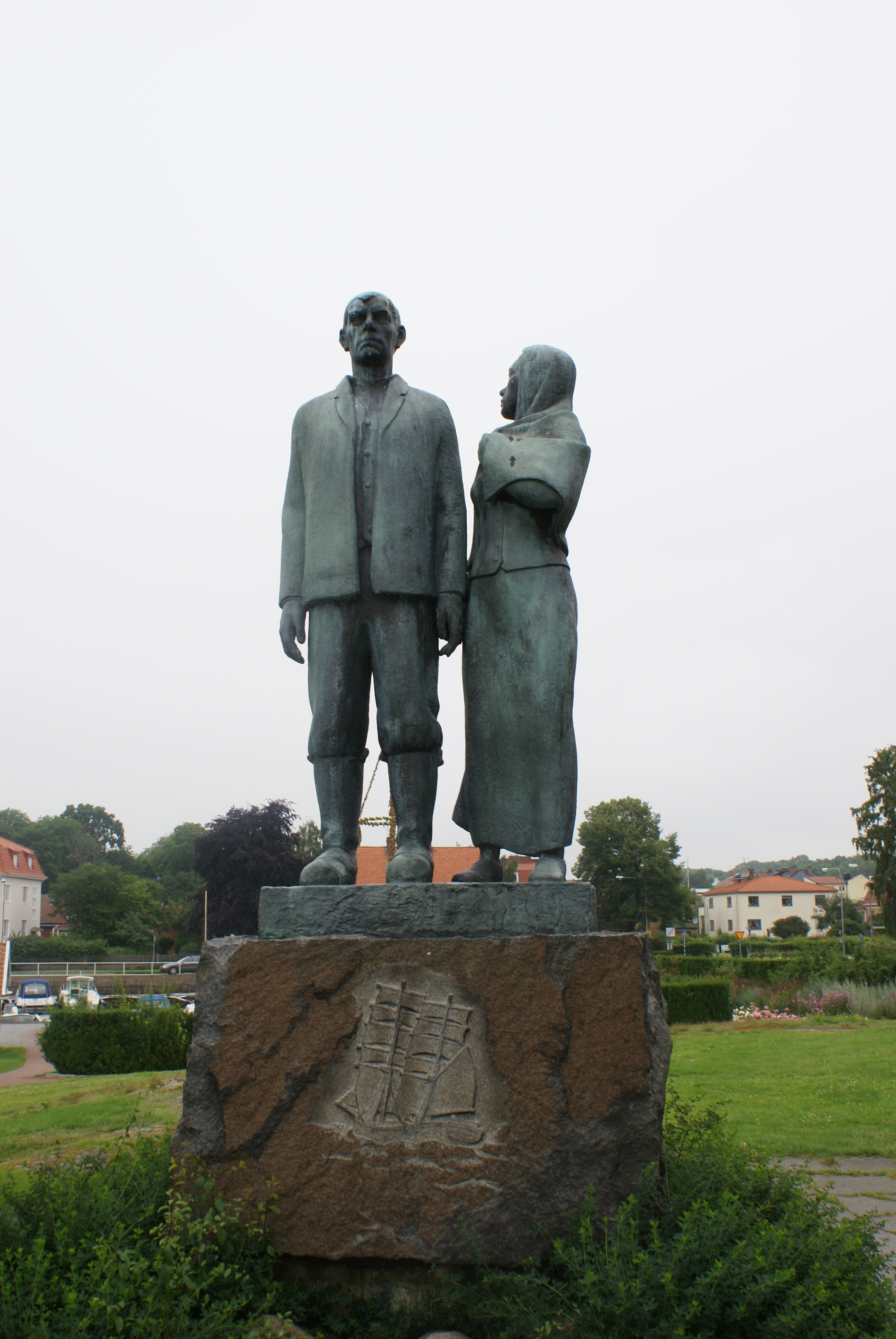
Emigranten-monument in Karlshamn